# The Irregulars
The Irregulars (bra: Os Irregulares de Baker Street) é uma série de televisão britânica de mistério e drama policial criada por Tom Bidwell para a Netflix. O roteiro é baseado nas obras de Arthur Conan Doyle. A série com oito episódios foi desenvolvida pela Drama Republic e estreou em 26 de março de 2021.

## Elenco

### Os Irregulares
- Thaddea Graham como Bea[1]
- McKell David como Spike[1][2]
- Jojo Macari como Billy[1][2]
- Harrison Osterfield como Leopold[1][2]
- Darci Shaw como Jessie[1][2][3]

### Personagens recorrentes
- Clarke Peters como Linen Man (ep. 1, 2, 4, 5, 6, 7 e 8)[4]
- Royce Pierreson como John Watson (ep 1,2,4,5,6,7 e 8)
- Rory McCann como o Bird Master/Arthur Hilton (ep. 1 e 7)
- Edward Hogg as Daimler (ep. 1, 2, 4, 6 e 7)[5]
- Ian Whyte como Médico da peste (ep. 1, 2 e 4)[5]
- Lisa Dwyer Hogg como Irmã Anna (ep. 1 e 8)
- Charles Armstrong como Mr. Bannister (ep. 2 e 3)
- Alex Ferns como Vic Collins (ep. 2, 5, 6, e 8)[6][7]
- Nell Hudson como Louise (ep. 2, 4 e 7)[8]
- Jonjo O'Neill como Mycroft Holmes (ep. 2 e 3)
- Olivia Grant como Patricia Coleman Jones (ep. 3 e 5)
- Henry Lloyd-Hughes como Sherlock Holmes[9] (ep. 4, 5, 6, 7 e 8)
- Eileen O'Higgins como Alice (ep. 5, 7 e 8)[10]
- Tim Key como Inspector Gregson (ep. 5 e 7)
- Aidan McArdle como Inspetor Lestrade  (ep. 4)
- Sheila Atim como Fada dos Dentes (ep. 2)

## Lançamento
Em 22 de fevereiro de 2021, a Netflix lançou o primeiro teaser da série. Os oito episódios estrearam na Netflix em 26 de março de 2021.

## Recepção
No Rotten Tomatoes, a série tem um índice de aprovação de 79% com base em 38 críticas. O consenso dos críticos do site diz: "A série acerta em alguns pontos certeiros da trama, mas quando tenta desafiar as expectativas e focar no elenco jovem e charmoso, Os Irregulares sugere algo muito especial que está nas entrelinhas do roteiro". O Metacritic relatou uma pontuação média ponderada para a série de 60 de 100 com base em 12 avaliações, indicando "críticas mistas ou médias".